# Astrid Hostrup
Astrid Hostrup, född 1870, död 1952, var en dansk kvinnosakspolitiker.
Hon var gymnastiklärare 1890-1892. Hon gifte sig 1892 med läraren Helge Hostrup. 1892 grundade paret en folkhögskola i Ry, som de sedan drev tillsammans. 
Hon bildade 1901 en lokalförening för Dansk Kvindesamfund (DK) i Ry, och var därefter engagerad inom DK för kvinnors rättigheter. Hon deltog aktivt i rösträttskampanjen som resetalare. Hon drev länge kampanjen för att avlägsna kravet på hustruns underdånighet från vigselformuläret, vilket slutligen lyckades 1912. Hon drev också framgångsrikt den kampanj som gav mödrar lika rättigheter över barnen som fadern. 